# Pablo Saldarriaga
Pablo Francisco Saldarriaga Feijóo (Lima, 9 de agosto de 1976) es un actor y músico peruano. 
Fue por seis años cantante de la banda de funk de los años 1990, Mezcal, para luego unirse a La Roja Funk. Como productor y músico realizó tres discos con La Roja Funk y cuatro Encuentros Internacionales de Funk en Lima. Junto a La Roja trabajó en musicalización para teatro, televisión y video. En su investigación en las artes escénicas, la música y el clown creó y dirigió los espectáculos Star Stone Opera Funk, Los Qupas y El Che y Los Rolling Stones, El Viaje de la Luz, Los Cops y "Kronos Y los viajeros del Tiempo" entre otros.
Trabajó desde 1993 ininterrumpidamente, en teatro, televisión, cine y doblajes de publicidad y películas animadas, en que destacó en la miniserie Misterio. Es parte del equipo creador de los exitosos espectáculos de creación colectiva: El PeruJaja, Bota por mi y Peruanos en el espacio. En el 2008, fue invitado a ser parte del jurado de la Berlinale en la sección Forum.
Fue anfitrión de Pecha Kucha Night Lima y Huancayo, un evento donde proyectos de diferentes disciplinas son presentados por sus creadores siguiendo un mismo formato. Trabajo como docente y director del elenco de teatro de la Universidad Peruana de Ciencias Aplicadas, UPC. Forma parte del elenco de Chapa tu Money, programa del canal de YouTube No SomosTV, fundado por Ricardo Mendoza y Jorge Luna y es presentador del exitoso programa de streaming "NADIE SE SALVA"

## Filmografía

### Impro Comedia
- 2024 Los Hombres No Lloran Prod: Madeleine Fierro
- 2024  Nadie Se Salva PROD: Roroproducciones
- 2023 Stand Up Dir: Pablo Saldarriaga
- 2022 Chapa Tu Money Youtube
- 2022 El Artista del Ano Dir: Pablo Saldarriaga

### Teatro

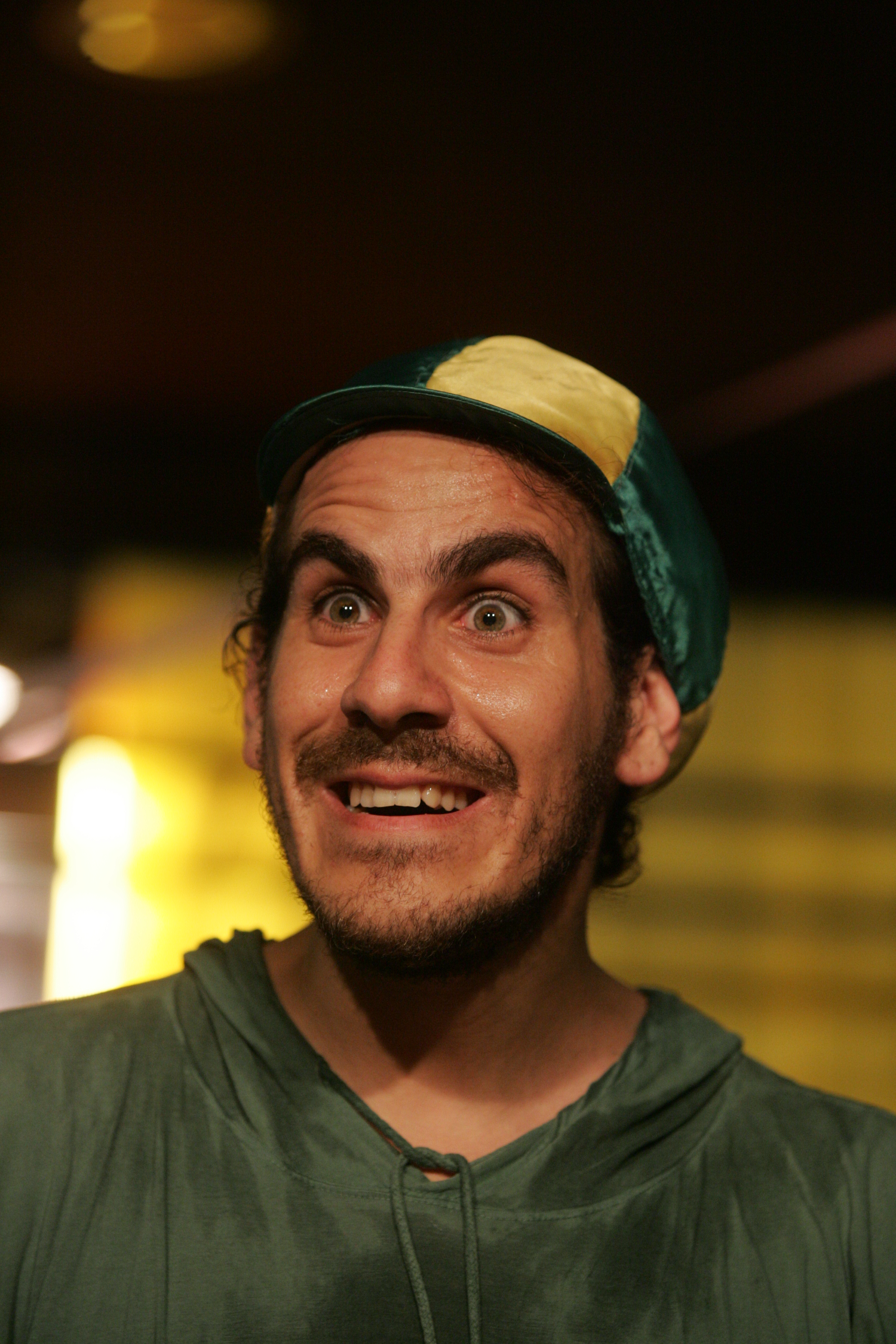
en Perú Ja Ja

- 2023 Charada   Dir: Jano Clavier y Rodo Reano
- 2022 El Artista del Ano Dir: Pablo Saldarriaga
- 2021 Kronos y Los Viajeros del Tiempo Dir: Pablo Saldarriaga[5]
- 2021 Young Yoshua (STREAMING)   Dir: Pablo Saldarriaga
- 2020 Una Noche con Grotowski (STREAMING)   Dir: Gonzalo Ladines
- 2020 Los Cops - Radio Patrulla (STREAMING)   Dir: Pablo Saldarriaga
- 2019 El viaje de la luz     Dir: Pablo Saldarriaga
- 2019 El misterio de Irma Vap     Dir: Rocío Tovar
- 2019 Los Cops     Dir: Pablo Saldarriaga
- 2018 Los Perros     Dir: Rocio Tovar
- 2018 La Era del Rock / Rock of Ages     Dir: Henry Gurmendi
- 2018 Traiciones    Elenco de Teatro UPC Dir: Saldarriaga / Garcia
- 2018 Mucho ruido para nada Peru/Brasil/ Ecuador (Shakespeare) Dir: Chela De Ferrari
- 2018 Duende o La Travesia de Lorca     Dir: Mateo Chiarella
- 2018 Congreso     Dramaturgia: Creación Colectiva
- 2017 Peruanos en el espacio     Dir: Creación Colectiva
- 2017 Los Perros (Quentin Tarantino)  Dir: Rocío Tovar
- 2017 Los Qupas  Dir: Pablo Saldarriaga
- 2016 El Che y los Rolling Stones (Saldarriaga)  Dir: Pablo Saldarriaga
- 2016 Mucho ruido para nada (Shakespeare) Dir: Chela De Ferrari
- 2016 La Odisea (Homero) – niños Dir: Els Vandels
- 2015 Bota por mí  Dir: Creación Colectiva
- 2015 Un teatro por hacer Dir: Edgar Saba
- 2014 Los Mataviejas (G. Linehan) Dir: Juan Carlos Fisher
- 2014 Un hombre con dos jefes (Richard Bean) Dir: Vanessa Vizcarra
- 2014 Sweet Charity (Neil Simon) Dir: Mateo Chiarella
- 2012 Una noche con Groucho Marx (Gonzalo Benavente) Dir: Gonzalo Benavente
- 2011 Tu Lima (Tovar) Dir: Rocío Tovar
- 2011 La chica del Maxim. Dir: Juan Carlos Fisher
- 2011 La tía de Carlos. Dir: Rocío Tovar
- 2010 La diversión desconocida (Creación colectiva)[6]
- 2010 El show de los choppets (Enrique Illescas)
- 2010 Mi primera vez Dir: Rocío Tovar
- 2010 La Chica del chicle globo y el Chico que soñaba nubes de leche  (Creación colectiva) Dir: Karine Aguirre[7]
- 2010 Cocina y zona de servicio  (Agnès Jaoui y Jean-Pierre Bacri) Dir: Marisol Palacios
- 2009 Una Pulga en la Oreja (George Feydeau) Dir: Juan Carlos Fisher[8]
- 2008 Feisbuk Dir: Rocío Tovar
- 2008 Tour de Babel (48.º Stunde Neukolln Festival) Dir: Inca Berlín
- 2008 S.K.E.T. creación colectiva en una estación de tren.[9]
- 2007 Schritte 7 – proyecto teatral con inmigrantes en Berlín Dir: P. Saldarriaga
- 2006 Starstone Opera Funk Dir: P. Saldarriaga[10]
- 2004 El Perú ja ja 1 y 2 Dir: Rocío Tovar
- 2003 La ópera de los tres centavos (Bertolt Brecht) Dir: Coco Guerra
- 2002 I’l Funambulo –versión libre (Jean Genet) Dir: Virgilio Sienni
- 2002 El avaro (Molière) Dir: Chela De Ferrari
- 2002 Shake Williams Shakes Dir: Rocío Tovar
- 2001 The Rocky Horror Picture Show (O’Brien) dir: David Carrillo[1][11]
- 2001 Los charcos de la ciudad Dir: Miguel Iza
- 1997 Romeo y Julieta (Shakespeare) Dir: Marisol Palacios
- 1994 Intilaqhayay Dance -Theater Festival Bolivia Dir: Lili Galván
- 1993 Neil Simmon's Lost in Yonkers Dir: Oswaldo Cattone

### Cine y televisión
- Brujas (2025) como Damián Hurtado.
- 2023 El gran chef famosos (tv, participante)[12]
- 2020-2021 Princesas (tv) como Damián Director: Luis Barrios
- 2020 La Cosa (cine)  Director: Álvaro Velarde
- 2016 El Candidato (cine)  Director: Álvaro Velarde
- 2014 Cinéfilos (WEB) Prod: Señor Z
- 2014 Japi Ending (cine)  Productora: Big Bang
- 2012 Mi amor, el wachimán como Kevin Director: Michelle Alexander
- 2012 Rocanrol 68 (cine) Director: Gonzalo Benavente
- 2010 Going Kinsky (cine) Director: Smokey Nelson
- 2010 El payaso (cine) Directora: Valentina Brero
- 2010 Como quien no quiere la cosa (cine) Director: Álvaro Velarde
- 2010 Broders(tv) Director: Jorge Carmona[13]
- 2009 El show de los sueños  (tv, participante)
- 2007 Valentino (cine), doblaje[14]
- 2007 La Gran Sangre (cine)
- 2006 Tiro de Gracia (tv) Director: Pili Flores Guerra
- 2004 Misterio (tv) Director: Jorge Carmona
- 2002 Nada que ver (tv) Director: Pablo Saldarriaga[15]
- 2002 Bala Perdida (cine) Director: Aldo Salvini
- 1998 Boulevard Torbellino (tv) Iguana producciones
- 1997 Torbellino (tv) Iguana producciones
- 1996 La Noche (tv) Iguana producciones
- 1995 Cuchillo y Malu (tv) Iguana Producciones

### Otras participaciones
- 2008 Miembro del Jurado de la Berlinale para el diario berlinés “Der Tagesspiegel”[16]

## Discografía

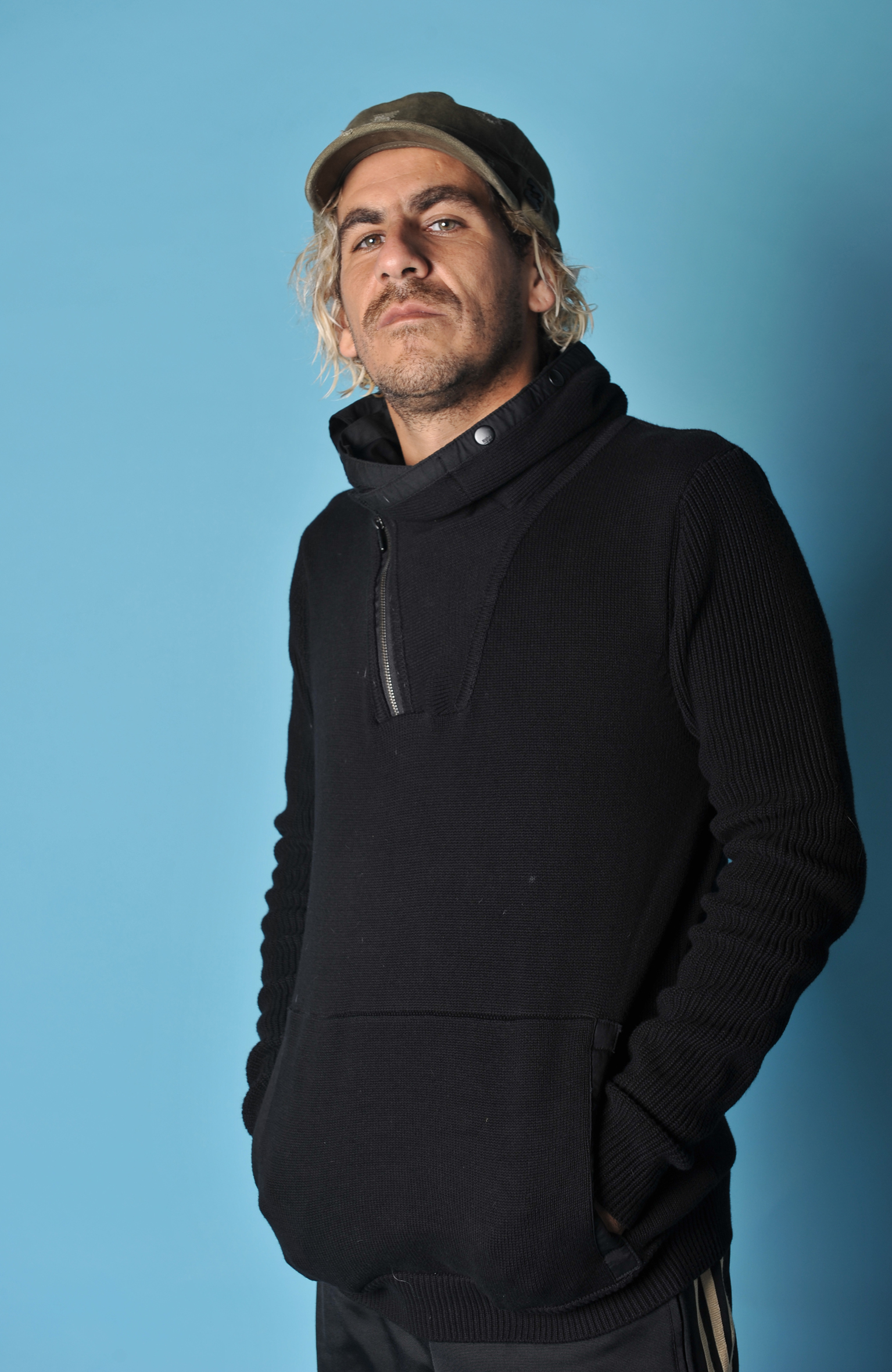

- 2024 Xi Jin Pin My Love - Pablo Saldarriaga y Flipown = Beach Disidents
- 2021 Young Yoshua - Dir. Pablo Saldarriaga
- 2020 Los Cops  - Dir. Pablo Saldarriaga
- 2017 Los Qupas -  Dir. Musical: Francisco Haya, Pablo Saldarriaga
- 2016 Mucho Ruido por Nada - músico -  Directora: Chela de Ferrari
- 2016 Bota por Mi - Cantante, compositor (teatro)
- 2014 Un hombre con dos jefes (teatro) – Director Musical: P. Saldarriaga
- 2009 ¿Y dónde esta el idiota? (grabación del tema principal de la obra teatral)[17]
- 2008 Clases de Funk (EP)
- 2007 Star Stone Opera Funk (CD)
- 2007 Sueño de una noche de verano (musicalización teatral)
- 2007 Valentino (tema principal de una película animada)
- 2006 3.er Festival Internacional de Funk en Lima
- 2005 La Roja Desenchufadaza live from Barrancow (CD)
- 2004 Perú jaja (musicalización teatral)
- 2004 2.º Festival Internacional de Funk en Lima
- 2004 Mundo de Papel (CD)/Banda: Dalevuelta (Músico invitado / Saxo)
- 2003 Tome Pin y Haga Funk (CD)
- 2002 1.er Festival Internacional de Funk en Lima
- 2002 La Roja (EP)
- 2002 Shakes William Shakes (musicalización teatral)
- 2001 The Rocky Horror Picture Show (O’Brien) (CD)[11]
- 1999 Mezcal is in the House (CD)[18]